# Orthocladius doloplastoides
Orthocladius doloplastoides är en tvåvingeart som först beskrevs av Lundstrom och Frey 1916.  Orthocladius doloplastoides ingår i släktet Orthocladius och familjen fjädermyggor.
Artens utbredningsområde är Sverige. Inga underarter finns listade i Catalogue of Life.